# Сокорро (острів)
Сокорро (ісп. Isla Socorro) — вулканічний острів у східній частині Тихого океану, розташований приблизно за 440 км на південь від південного краю Баха-Каліфорнії. Адміністративно острів належить мексиканському штату Коліма, який знаходиться на відстані 700 км від узбережжя.

## Географія
Сокорро довжиною 16,8 км, шириною до 15,6 км, його площа майже 132 км². Він являє собою надводну вершину щитового вулкана Еверманна і досягає висоти 1050 м над рівнем моря. Вулкан отримав свою назву від Бартона Уоррена Еверманна, директора Каліфорнійської академії наук, який сприяв науковому дослідженню острова на початку 20-го століття. Останні зафіксовані виверження вулкана датуються 1905 і 1951 роками. Острів круто піднімається з Тихого океану, його ландшафт обумовлений безліччю кратерів і ущелин, які частково заповнені застиглою лавою.

## Флора і фауна
З 4 островів Ревільяхіхедо Сокорро найбагатший за видами тварин і рослин. На кам'янистій, сухій поверхні ростуть тільки низькорослі рослини; в цілому на острові росте не менше, ніж 41 вид ендемічних рослин. Також острів відомий місцевими видами птахів. Серед них сокоррський пересмішник (Mimodes graysoni), єдиний вид свого роду, популяція якого налічує менш як 400 особин, сокоррський аратінга (Aratinga brevipes), сокоррський довгохвостий кропив'яник (Troglodytes sissonii), а також тільки на Сокорро знайдено підвид сича-ельфа (Micrathene whitneyi graysoni). Горлиця Zenaida graysoni вимерла на Сокорро, однак, її намагаються розводити в неволі. Під загрозою зникнення перебуває також ендемічний вид буревісника-пуффіна (Puffinus auricularis).
Неповторна фауна і флора потрапили під загрозу через завезені людьми види. У 1869 році на Сокорро були завезені вівці і завдяки жителям узбережжя до них приєдналися домашні тварини, кішки і свині. І хоча є намір скоротити популяцію диких домашніх тварин, для цього знадобиться ще багато років.